# Nina Bednarik
Nina Bednarik, slovenska smučarka prostega sloga, * 12. marec 1982, Kranj.

## Kariera
Rojena je bila v Kranju, dolgo je živela v Ljubljani, nato pa se je z družino leta 2003 preselila v Škofjo Loko.
Bednarikova je za Slovenijo nastopila na Zimskih olimpijskih igrah 2006 v Torinu, kjer je nastopila v smučanju po grbinah. Osvojila je končno 24. mesto. Na Zimskih olimpijskih igrah 2010 v Vancouvru je zasedla skupno 26. mesto v smučanju prostega sloga.